# Крадин, Николай Петрович
Николай Петрович Крадин (17 декабря 1938, Хабаровск) — российский историк архитектуры, доктор архитектуры, профессор, член-корреспондент Российской академии архитектуры и строительных наук, председатель Хабаровского краевого отделения Всероссийского общества охраны памятников истории и культуры (ВООПИиК), преподаватель ТОГУ. Почётный гражданин города Хабаровска. Член-корреспондент РААСН.

## Биография
1938, 17 декабря — родился в Хабаровске вторым ребёнком. Отец — рабочий, мать — домохозяйка. Всего в семье выросли семеро детей — четыре брата и три сестры.
1956, 15 августа — после окончания средней школы № 40 поступил на 1-й курс художественно-графического отделения Биробиджанского педагогического училища.
1960, 1 июля — окончил училище, присвоена квалификация «учитель рисования и черчения средней школы» с вручением диплома.
1960—1961 — работа учителем рисования и черчения средней школы в посёлке Онохой Бурятской АССР.
1961—1964 — служба в вооруженных силах СССР в Забайкальском военном округе.
1964, июль — поступил на архитектурный факультет института живописи, скульптуры и архитектуры им. И. Е. Репина Академии художеств СССР в Ленинграде.
1964—1970 — учёба в институте, в мастерской Народного архитектора СССР С. Б. Сперанского.
1970 — защитил дипломный проект. Направлен на работу в Хабаровск, в ДВ филиал ВНИИ технической эстетики главным архитектором отдела интерьеров.
1973, 15 августа — перешел на работу в Хабаровский политехнический институт (в настоящее время Тихоокеанский государственный университет), с этого времени его научная и преподавательская деятельность связана с этим вузом.
1979, 27 сентября — защитил в Московском архитектурном институте диссертацию на соискание ученой степени кандидата архитектуры по теме «Крепостное деревянное зодчество Сибири XVII—VIII вв.» (рук. проф. Косточкин В. В.).
1983 — присвоено звание доцента.
1992 — присвоено звание профессора.
1998 — присвоено почётное звание «Заслуженный архитектор РФ».
2003, 28 декабря — защитил в НИИ теории архитектуры и градостроительства (Москва) диссертацию «Русская архитектура Дальнего Востока XVII-нач. XX вв.» на соискание ученой степени доктора архитектуры и стал первым доктором архитектуры на Дальнем Востоке.
2008, 30 мая — избран членом-корреспондентом Российской академии архитектуры и строительных наук (РААСН).
2014, 30 мая  —  признан лучшим знатоком архитектуры краевого центра. Почетный знак победителя конкурса «Лучший хранитель истории» вручил мэр Хабаровска Александр Соколов.

## Семья
- Отец российского историка-кочевниковеда Н. Н. Крадина.

## Проекты
- Реконструкция церкви Иннокентия Святителя Иркутского в Хабаровске (автор, 1998—2000).
- Проект реконструкции Русской улицы в Даляне, КНР (в составе авторского коллектива, 1999—2000).
- Проект восстановления Свято-Николаевской церкви и часовни Иверской Божьей Матери в Харбине (автор, 2005; реализация 2008).
- Проект парка Русской культуры в Харбине (автор проектов восстановления Свято-Николаевской церкви и Иверской часовни, въездных ворот; подбор чертежей для других объектов, консультации при реализации, 2005—2009).
- Проект Илимского острога в музее деревянного зодчества «Тальцы» под Иркутском. 2012 г. (соавтор Иванченко А. А.)

и др.

## Награды
- почётное звание «Заслуженный архитектор РФ» (1998)
- медаль ордена «За заслуги перед Отечеством» II степени[10]
- медаль «Ветеран труда»
- медаль Всероссийского общества охраны памятников истории и культуры «За успехи в сохранении наследия Отечества»
- медаль Министерства культуры РФ «150 лет учреждения органов охраны памятников истории и культуры»
- четырежды лауреат премии Губернатора Хабаровского края
- лауреат премии администрации г. Хабаровска
- лауреат премии имени Якова Дьяченко
- лауреат премии имени профессора Даниловского М. П.
- почётный архитектор Республики Саха (Якутия)
- две медали Российской академии архитектуры и строительных наук
- медаль А. В. Иконникова «За выдающийся вклад в архитектурную науку»
- две Большие Золотые медали Хабаровской международной ярмарки
- нагрудный знак Хабаровской городской Думы «Признание и почёт»
- 21 мая 2019 года присвоено звание «Почётный гражданин города Хабаровска»[11].
- почётное звание «Заслуженный деятель науки Хабаровского края» (2021)[12]